# DIC Entertainment
DIC Entertainment var en animationsstudio, vars produktion i huvudsak bestod av tecknade TV-serier. 
Företaget grundades 1971 i Luxemburg av Jean Chalopin, som en avdelning inom RTL. 1982 började man även att etablera sig på den amerikanska marknaden, och sedan 1986 låg företagets bas i USA. Produktionen bestod på slutet främst av amerikanska animationer. Huvudkontoret låg i Burbank, Kalifornien. 2008 lades DIC ner efter att företaget slogs ihop med Cookie Jar Group. WildBrain (tidigare DHX Media) köpte sen Cookie Jar Group och äger rättighterna till DIC:s arkiv. Företagets namn var en akronym för Diffusion, Information et Communication.

## Urval av TV-serier
- Adventures of Sonic the Hedgehog och spinoff-serier
- Captain N: The Game Master
- Captain Planet and the Planeteers
- Dennis (Dennis the Menace) och spinoff-serier
- De gåtfulla guldstäderna
- Dinosaucers
- Katten Nisse (Heathcliff)
- Kommissarie Gadget  (Inspector Gadget) och spinoff-serier
- Krambjörnarna (Care Bears)
- Legenden om Zelda
- M.A.S.K.
- Skogsfamiljerna (Sylvanian Families)
- Stargate Infinity
- Super Mario Bros. Super Show och spinoff-serier
- Super Mario World
- The New Adventures of He-Man
- The Real Ghostbusters
- Ulysses 31